# آی کوروگو
آی کوروگو (انگلیسی: Ai Kurogo؛ زادهٔ ۱۴ ژوئن ۱۹۹۸) بازیکن والیبال اهل ژاپن است.